# Tmarus femellus
Tmarus femellus är en spindelart som beskrevs av Lodovico di Caporiacco 1941. Tmarus femellus ingår i släktet Tmarus och familjen krabbspindlar.
Artens utbredningsområde är Etiopien. Inga underarter finns listade i Catalogue of Life.